# 武婆
武婆，五代十国南汉女性人物，齊昌府（今广东省兴宁市西北龙田镇）人，在府城西二里居住。
武婆有智慧谋略，被乡里所推重敬服。当时盗贼四起，村落时常被劫掠。远近百姓深以为患，到武婆这里来商量。武婆于是纠合近村，集资出丁在其地修筑一城。竣工后，带着村民居住在里面。盗贼前来，就率众人抵御。盗贼不敢进犯，当时称这座城为“武婆城”。